# ホテル・イル・パラッツォ
ホテル・イル・パラッツォ（Hotel Il Palazzo）は、福岡県福岡市中央区春吉にあるアルド・ロッシ設計のデザイナーズ・ホテルである。施工会社は辰村組（現・南海辰村建設）である。

## 概要
1989年に開業した日本におけるデザイナーズ・ホテルの先駆けで、バブル期に数多く企画された著名外国人建築家の設計による建築としても初期のものである。博多地区と天神地区の中間にあり、ラブホテルなどが多く立地する春吉に位置する。客室数は62室。「イル・パラッツォ」（Il Palazzo）はイタリア語で「宮殿」の意味である。
全体の基本設計をイタリア人建築家のアルド・ロッシが行っている。外装にはイラン産の赤みのあるトラバーチンが用いられており、垂直に走る円柱状のトラバーチンと、水平に走る緑色銅板の庇がファサードに端正な表情を与えている。
インテリア・デザインは、パブリック・スペースを内田繁、客室を三橋いく代がデザインしている。また、ホテルの四隅に設けられたバーは、基本的に同じ形状をした空間で、アルド・ロッシ、倉俣史朗、ガエターノ・ペッシェ、エットレ・ソットサスの4人が、デザインを競っている。
2009年1月5日よりリニューアル工事のため全館休業し、7月20日に再オープンした。
2019年6月に、博多ホテルズ（いちご (不動産業)の傘下で2019年3月に設立、2023年5月にワンファイブホテルズへ社名変更）の運営に変更になった。2022年1月4日から再度リニューアル工事のため休館。2023年10月1日にリニューアルオープンした。今回のリニューアルでは、地下のホールを130席のラウンジ「エル・ドラド」としてリニューアルし、宿泊者は朝食（7時）からディナー（21時）まで無料で利用できるブッフェスタイルのフードプレゼンテーションを提供する。アルド・ロッシがデザインした同名のバーから内装の一部を移築し、その手前には内田が晩年に手がけたインスタレーション作品「Dancing Water」を設置している。